# Pac-Man et les Aventures de fantômes (jeu vidéo)
Pac-Man et les Aventures de fantômes (Pac-Man and the Ghostly Adventures) est un jeu vidéo de plates-formes développé par Monkey Bar Games et édité par Namco Bandai Games, sorti en 2013 sur Windows, Wii U, PlayStation 3, Xbox 360 et Nintendo 3DS. Il est adapté de la série animée du même nom.

## Accueil
- GameSpot : 5/10 (PS3)[1]
- Nintendo Life : 7/10 (Wii U)[2]